# Steve Niles
Steve Niles é um autor de histórias em quadrinhos americanas. É o criador da série 30 Days of Night, ilustrada por Ben Templesmith. Foi indicado por seu trabalho na revista ao Eisner Award de "Melhor Escritor" em 2005.